# Avancemos Chile
Avancemos Chile (ACH) fue un partido político chileno que existió bajo el estatus de "en formación", el que fue fundado en febrero de 2023 por exmilitantes del Partido de la Gente (PDG) e independientes.

## Historia
El partido surgió tras el quiebre de la bancada del PDG por la elección del liberal Vlado Mirosevic como presidente de la Cámara de Diputadas y Diputados y por los insultos emitidos por el diputado Gaspar Rivas en contra de algunos de sus correligionarios. En diciembre de 2022 los diputados Yovana Ahumada y Víctor Pino anunciaron su renuncia a la colectividad y se integraron a una nueva bancada, conformada por el independiente Enrique Lee y por integrantes del nuevo Partido Social Cristiano (PSC).
El 24 de febrero de 2023 los diputados Ahumada, Pino y Lee anunciaron la creación de una nueva formación política, la que tendría como foco la zona norte de Chile. En septiembre de ese mismo año el partido fue declarado como "en formación" por el Servicio Electoral (Servel).
En enero de 2024 los diputados Ahumada y Pino se integraron como independientes a la bancada del partido Demócratas. En abril de ese mismo año el Servel declaró la disolución de Avancemos Chile por no reunir las firmas necesarias para su constitución como partido político.

## Directiva
La directiva central del partido estaba integrada por:
- Presidente: Enrique Lee Flores
- Secretario general: Víctor Pino Fuentes
- Administradora financiera: Yovana Ahumada Palma

De igual forma, presentaba un Tribunal Supremo provisional compuesto por un presidente, una vicepresidenta, una ministra secretaria, un ministro secretario, una ministra y un ministro.

## Autoridades

### Diputados
Los diputados, incluyendo militantes e independientes dentro de la bancada del partido, para el periodo legislativo 2022-2026 eran:
| Nombre                                      | Región             | Distrito |
| ------------------------------------------- | ------------------ | -------- |
| Enrique Lee Flores (Electo en cupo del PRI) | Arica y Parinacota | 1        |
| Yovana Ahumada Palma (Electa por el PDG)    | Antofagasta        | 3        |
| Víctor Pino Fuentes (Electo por el PDG)     | Coquimbo           | 5        |